# Erica Willis
Erica Willis, född 11 maj 1934, död 26 februari 2025, var en friidrottare från Australien. Hon deltog vid olympiska sommarspelen 1956.